# 黑縱線鏟頭沫蟬
黑縱線鏟頭沫蟬（学名：Clovia lineatocollis）为尖胸沫蟬科鏟頭沫蟬屬下的一个种。